# Composizioni di Johann Sebastian Bach

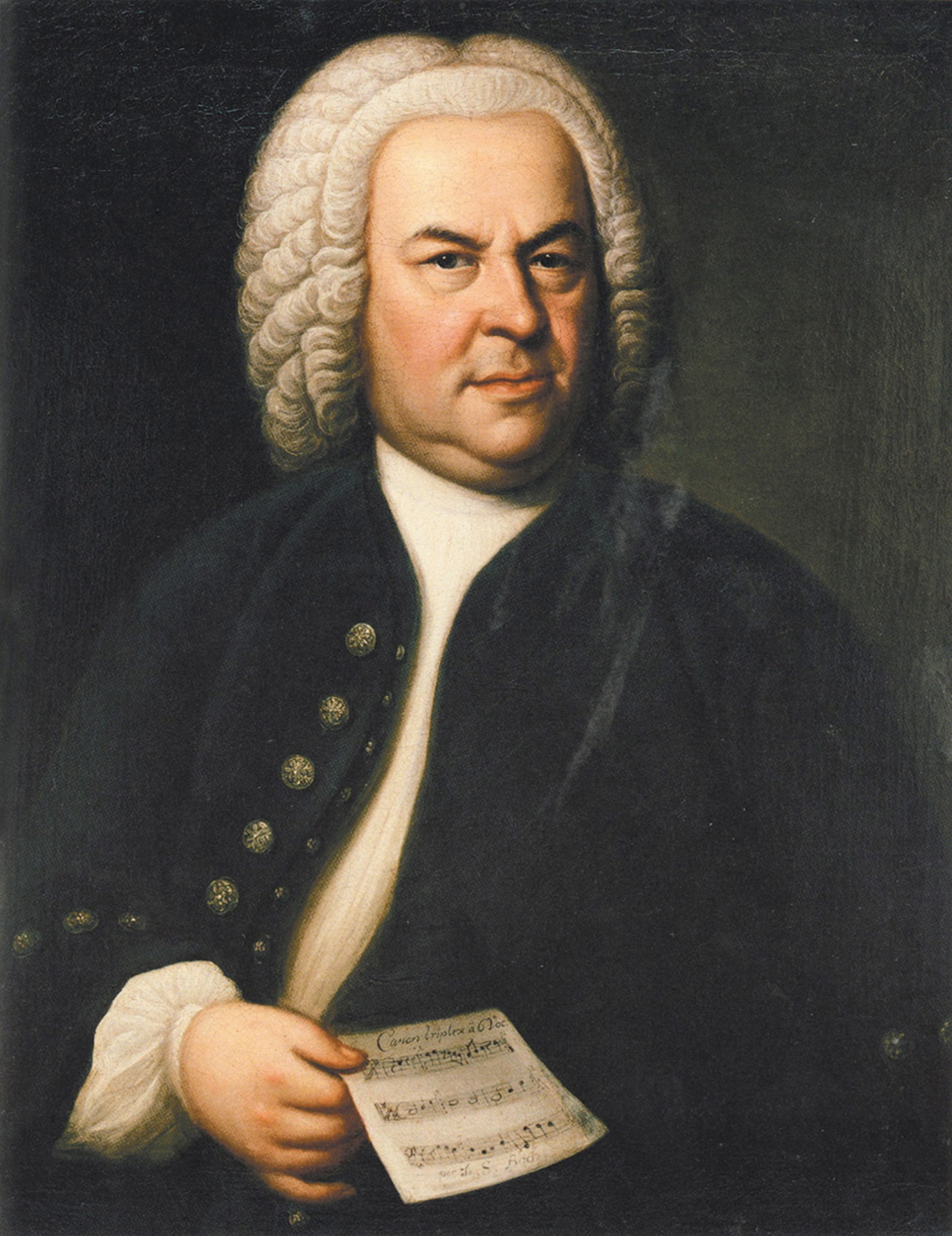
Bach nel 1746.

Lista delle composizioni di Johann Sebastian Bach (1685-1750), ordinate per numero di catalogo secondo il Bach-Werke-Verzeichnis (BWV). Mancano dall'elenco le opere andate perdute o non giunte sino a noi.
- BWV 1-524 - Composizioni vocali
- BWV 525-771 - Composizioni per organo
- BWV 772-994- Composizioni per clavicembalo
- BWV 995-1040 - Musica da camera
- BWV 1041-1071 - Composizioni per orchestra
- BWV 1072-1080 - Composizioni contrappuntistiche
- BWV 1081-1128 - Aggiunte recenti
- BWV Anh. 1-212 - Appendice (Anhang)

## Composizioni vocali

### Cantate
Benché siano cantate, il termine cantata non venne usato estensivamente da Johann Sebastian Bach, che spesso, nei manoscritti delle cantate sacre, scriveva solo la data di esecuzione relativa al calendario liturgico. Il termine cantata venne utilizzato nella pubblicazione di queste opere a partire dall'edizione curata dalla Bach-Gesellschaft.
- Cantate sacre: BWV 1-200
- Cantate profane: BWV 201-224

### Mottetti e composizioni liturgiche in latino

#### Mottetti
- BWV 225 - Singet dem Herrn ein neues Lied
- BWV 226 - Der Geist hilft unser Schwachheit auf
- BWV 227 - Jesu, meine Freude
- BWV 228 - Fürchte dich nicht
- BWV 229 - Komm, Jesu, komm!
- BWV 230 - Lobet den Herrn alle Heiden
- BWV 231 - Sei Lob und Preis mit Ehren

#### Composizioni liturgiche in latino

##### Messa in Si minore
- BWV 232 - Messa in Si minore

##### Messe brevi
- BWV 233 - Messa in Fa maggiore
  - BWV 233a - Kyrie in Fa maggiore
- BWV 234 - Messa in La maggiore
- BWV 235 - Messa in Sol minore
- BWV 236 - Messa in Sol maggiore

##### Altre composizioni
- BWV 237 - Sanctus in Do maggiore
- BWV 238 - Sanctus in Re maggiore
- BWV 239 - Sanctus in Re minore
- BWV 240 - Sanctus in Sol maggiore
- BWV 241 - Sanctus in Re maggiore
- BWV 242 - Christe eleison
- BWV 243 - Magnificat in Re maggiore
  - BWV 243a - Magnificat in Mi♭ maggiore

### Passioni e oratori

#### Passioni
- BWV 244 - Passione secondo Matteo
  - BWV 244b - Passione secondo Matteo (seconda versione)
- BWV 245 - Passione secondo Giovanni
  - BWV 245a - Aria (dalla Passione secondo Giovanni)
  - BWV 245b - Aria (dalla Passione secondo Giovanni)
  - BWV 245c - Aria (dalla Passione secondo Giovanni)
- BWV 246 - Passione secondo Luca (spuria)
- BWV 247 - Passione secondo Marco (perduta)

#### Oratori
- BWV 11 - Oratorio dell'Ascensione
- BWV 248 - Oratorio di Natale
- BWV 249 - Oratorio di Pasqua

#### Altre cantate profane
- BWV 249a - Entfliehet, verschwindet, entweichet, ihr Sorgen (arrangiamento dell'oratorio di Pasqua)
- BWV 249b - Verjaget, zerstreuet, zerruttet, ihr Sterne

### Corali
Johann Sebastian Bach compose oltre 189 corali, catalogati nei numeri BWV 250-438 del catalogo Bach-Werke-Verzeichnis. Di alcuni di questi, Bach compose anche dei preludi corali (BWV 690-713).

### Lieder spirituali e arie
- BWV 439 - Ach, dass nicht die letzte Stunde
- BWV 440 - Auf, auf! die rechte Zeit ist hier
- BWV 441 - Auf! auf! mein Herz, mit Freuden
- BWV 442 - Beglückter Stand getreuer Seelen
- BWV 443 - Beschränkt, ihr Weisen dieser Welt
- BWV 444 - Brich entzwei, mein armes Herze
- BWV 445 - Brunnquell aller Güter
- BWV 446 - Der lieben Sonnen Licht und Pracht
- BWV 447 - Der Tag ist hin, die Sonne gehet nieder
- BWV 448 - Der Tag mit seinem Lichte
- BWV 449 - Dich bet' ich an, mein höchster Gott
- BWV 450 - Die bitt're Leidenszeit beginnet abermal
- BWV 451 - Die goldne Sonne, voll Freud' und Wonne
- BWV 452 - Dir, dir Jehovah, will ich singen
- BWV 453 - Eins ist Not! ach Herr, dies Eine
- BWV 454 - Ermuntre dich, mein schwacher Geist
- BWV 455 - Erwürgtes Lamm, das die verwahrten Siegel
- BWV 456 - Es glänzet der Christen
- BWV 457 - Es ist nun aus mit meinem Leben
- BWV 458 - Es ist vollbracht! vergiss ja nicht
- BWV 459 - Es kostet viel, ein Christ zu sein
- BWV 460 - Gib dich zufrieden und sei stille
- BWV 461 - Gott lebet noch; Seele, was verzagst du doch?
- BWV 462 - Gott, wie groß ist deine Güte
- BWV 463 - Herr, nicht schicke deine Rache
- BWV 464 - Ich bin ja, Herr, in deiner Macht
- BWV 465 - Ich freue mich in dir
- BWV 466 - Ich halte treulich still und liebe
- BWV 467 - Ich lass' dich nicht
- BWV 468 - Ich liebe Jesum alle Stund'
- BWV 469 - Ich steh' an deiner Krippen hier
- BWV 470 - Jesu, Jesu, du bist mein
- BWV 471 - Jesu, deine Liebeswunden
- BWV 472 - Jesu, meines Glaubens Zier
- BWV 473 - Jesu, meines Herzens Freud
- BWV 474 - Jesus ist das schönste Licht
- BWV 475 - Jesus, unser Trost und Leben
- BWV 476 - Ich Gestirn', ihr hohen Lüfte
- BWV 477 - 'Kein Stündlein geht dahin
- BWV 478 - Komm, süßer Tod, komm, sel'ge Ruh!
- BWV 479 - Kommt, Seelen, dieser Tag
- BWV 480 - Kommt wieder aus der finstern Gruft
- BWV 481 - Lasset uns mit Jesu ziehen
- BWV 482 - Liebes Herz, bedenke doch
- BWV 483 - Liebster Gott, wann werd' ich sterben?
- BWV 484 - Liebster Herr Jesu! wo bleibest du so lange?
- BWV 485 - Liebster Immanuel, Herzog der Frommen
- BWV 486 - Mein Jesu, dem die Seraphinen
- BWV 487 - Mein Jesu! was für Seelenweh
- BWV 488 - Meines Lebens letzte Zeit
- BWV 489 - Nicht so traurig, nicht so sehr
- BWV 490 - Nur mein Jesus ist mein Leben
- BWV 491 - O du Liebe meiner Liebe
- BWV 492 - O finstre Nacht
- BWV 493 - O Jesulein süß, o Jesulein mild
- BWV 494 - O liebe Seele, zieh' die Sinnen
- BWV 495 - O wie selig seid ihr doch, ihr Frommen
- BWV 496 - Seelen-Bräutigam, Jesu, Gottes Lamm!
- BWV 497 - Seelenweide, meine Freude
- BWV 498 - Selig, wer an Jesum denkt
- BWV 499 - Sei gegrüßet, Jesu gütig
- BWV 500 - So gehst du nun, mein Jesu, hin
- BWV 501 - So gibst du nun, mein Jesu, gute Nacht
- BWV 502 - So wünsch' ich mir zu guter Letzt
- BWV 503 - Steh' ich bei meinem Gott
- BWV 504 - Vergiss mein nicht, dass ich dein nicht
- BWV 505 - Vergiss mein nicht, vergiss mein nicht
- BWV 506 - Was bist du doch, o Seele, so betrübet
- BWV 507 - Wo ist mein Schäflein, das ich liebe
- BWV 508 - Bist du bei mir (di Gottfried Heinrich Stölzel)
- BWV 509 - Gedenke doch, mein Geist
- BWV 510 - Gib dich zufrieden
- BWV 511 - Gib dich zufrieden
- BWV 512 - Gib dich zufrieden
- BWV 513 - O Ewigkeit, du Donnerwort
- BWV 514 - Schaff's mit mir, Gott
- BWV 515 - So oft ich meine Tobackspfeife
  - BWV 515a - So oft ich meine Tobackspfeife
- BWV 516 - Warum betrübst du dich
- BWV 517 - Wie wohl ist mir, o Freund der Seelen
- BWV 518 - Willst du dein Herz mir schenken

### Altri lieder
- BWV 519 - Hier lieg' ich nun
- BWV 520 - Das walt' mein Gott
- BWV 521 - Gott, mein Herz dir Dank zusendet
- BWV 522 - Meine Seele, lass es gehen
- BWV 523 - Ich g'nüge mich an meinem Stande

### Quodlibet
- BWV 524 (Quodlibet)

## Composizioni strumentali

### Composizioni per organo

#### Sonate in trio
- BWV 525 - Sonata n. 1 in Mi♭ maggiore
- BWV 526 - Sonata n. 2 in Do minore
- BWV 527 - Sonata n. 3 in Re minore
- BWV 528 - Sonata n. 4 in Mi minore
  - BWV 528a - Andante (secondo movimento alternativo)
- BWV 529 - Sonata n. 5 in Do maggiore
- BWV 530 - Sonata n. 6 in Sol maggiore

#### Preludi, fughe, toccate, fantasie
- BWV 531 - Preludio e fuga in Do maggiore "luneburghese"
- BWV 532 - Preludio e fuga in Re maggiore
  - BWV 532a - Fuga
- BWV 533 - Preludio e fuga in Mi minore "piccolo"
- BWV 534 - Preludio e fuga in Fa minore
- BWV 535 - Preludio e fuga in Sol minore
  - BWV 535a - Preludio e fuga
- BWV 536 - Preludio e fuga in La maggiore
  - BWV 536a - Preludio in La maggiore
- BWV 537 - Fantasia e fuga in Do minore
- BWV 538 - Toccata e fuga "dorica" in Re minore
- BWV 539 - Preludio e fuga in Re minore
  - BWV 539a - Fuga
- BWV 540 - Toccata e fuga in Fa maggiore
- BWV 541 - Preludio e fuga in Sol maggiore
- BWV 542 - Fantasia e fuga in Sol minore (detta "grande" per distinguerla da BWV 578)
  - BWV 542a - Fuga
- BWV 543 - Preludio e fuga in La minore (anche detta "grande fuga")
- BWV 544 - Preludio e fuga in Si minore
- BWV 545 - Preludio e fuga in Do maggiore
  - BWV 545a - Preludio e fuga
  - BWV 545b - Preludio, trio e fuga

- BWV 546 - Preludio e fuga in Do minore
- BWV 547 - Preludio e fuga in Do maggiore
- BWV 548 - Preludio e fuga in Mi minore "grande"
- BWV 549 - Preludio e fuga in Do Minore
- BWV 550 - Preludio e fuga in Sol maggiore
- BWV 551 - Preludio e fuga in La minore
- BWV 552 - Preludio e fuga "di Sant'Anna" in Mi♭ maggiore
- BWV 553 - Breve preludio e fuga in Do maggiore
- BWV 554 - Breve preludio e fuga in Re minore
- BWV 555 - Breve preludio e fuga in Mi minore
- BWV 556 - Breve preludio e fuga in Fa maggiore
- BWV 557 - Breve preludio e fuga in Sol minore
- BWV 558 - Breve preludio e fuga in Sol minore
- BWV 559 - Breve preludio e fuga in La minore
- BWV 560 - Breve preludio e fuga in Si maggiore
- BWV 561 - Fantasia e fuga in La minore
- BWV 562 - Fantasia e fuga in Do minore
- BWV 563 - Fantasia in Si minore
- BWV 564 - Toccata, adagio e fuga in Do maggiore
- BWV 565 - Toccata e fuga in Re minore (attribuzione messa in dubbio da alcuni)
- BWV 566 - Toccata e fuga in Mi maggiore
  - BWV 566a - Toccata in Do maggiore (trasposizione in Do maggiore del precedente)
- BWV 567 - Preludio in Do maggiore
- BWV 568 - Preludio in Sol maggiore
- BWV 569 - Preludio in La minore
- BWV 570 - Fantasia in Do maggiore
- BWV 571 - Fantasia concerto in Sol maggiore
- BWV 572 - Fantasia in Sol maggiore
- BWV 573 - Fantasia in Do maggiore
- BWV 574 - Fuga in Do minore
  - BWV 574a - Fuga
- BWV 575 - Fuga in Do minore
- BWV 576 - Fuga in Sol maggiore
- BWV 577 - Fuga in Sol maggiore "alla giga"
- BWV 578 - Fuga in Sol minore (detta "piccola fuga" per distinguerla da BWV 542)
- BWV 579 - Fuga su un tema di Corelli in Si minore
- BWV 580 - Fuga in Re maggiore
- BWV 581 - Fuga in Sol maggiore
  - BWV 581a - Fuga
- BWV 582 - Passacaglia e tema fugato in do minore (anche "Passacaglia e fuga")
- BWV 583 - Trio in Re minore
- BWV 584 - Trio in Sol minore
- BWV 585 - Trio in Do minore
- BWV 586 - Trio in Sol maggiore
- BWV 587 - Aria in Fa maggiore
- BWV 588 - Canzona in Re minore
- BWV 589 - Allabreve in Re maggiore
- BWV 590 - Pastorale in Fa maggiore (unicum in tutto il catalogo)
- BWV 591 - Piccolo labirinto armonico in Do maggiore (spurio – forse da attribuire a Johann David Heinichen)

#### Trascrizioni per organo di concerti di altri compositori
- BWV 592 - Concerto in Sol maggiore (trascrizione di un concerto per violino, archi e basso continuo del duca Giovanni Ernesto di Sassonia-Weimar)
  - BWV 592a - Concerto in Sol maggiore (versione manualiter)
- BWV 593 - Concerto in La minore (trascrizione dal concerto op. 3 n. 8 RV 522 di Antonio Vivaldi)
- BWV 594 - Concerto in Do maggiore (trascrizione dal concerto op. 7 n. 5 RV 208 di Antonio Vivaldi)
- BWV 595 - Concerto in Do maggiore (trascrizione di un concerto per violino e basso continuo del duca Giovanni Ernesto di Sassonia-Weimar)
- BWV 596 - Concerto in Re minore (trascrizione dal concerto op. 3 n. 11 RV 565 di Antonio Vivaldi)
- BWV 597 - Concerto in Mi♭ maggiore (trascrizione da concerto di autore sconosciuto), spurio

#### Esercizi
- BWV 598 - Pedal-Exercitium in Sol minore (attribuzione dubbia)

#### Orgelbüchlein
- BWV 599 - Nun komm, der Heiden Heiland, in La minore
- BWV 600 - Gott, durch deine Güte, in Fa maggiore
- BWV 601 - Herr Christ, der ein'ge Gottes Sohn, in La maggiore
- BWV 602 - Lob sei dem allmächtigen Gott, in Fa maggiore
- BWV 603 - Puer natus in Bethlehem, in Sol minore
- BWV 604 - Gelobet seist du, Jesu Christ, in Sol maggiore
- BWV 605 - Der Tag, der ist so freudenreich, in Sol maggiore
- BWV 606 - Vom Himmel hoch, da komm' ich her, in Re maggiore
- BWV 607 - Vom Himmel kam der Engel Schar, in Sol minore
- BWV 608 - In dulci jubilo, in La maggiore
- BWV 609 - Lobt Gott, ihr Christen, allzugleich, in Sol maggiore
- BWV 610 - Jesu, meine Freude, in Do minore
- BWV 611 - Christum wir sollen loben schon, in Re minore
- BWV 612 - Wir Christenleut', in Sol minore
- BWV 613 - Helft mir, Gottes Güte preisen, in Si minore
- BWV 614 - Das alte Jahre vergangen ist, in La minore
- BWV 615 - In dir ist Freude, in Sol maggiore
- BWV 616 - Mit Fried' und Freud' ich fahr' dahin, in Re minore
- BWV 617 - Herr Gott, nun schleuß den Himmel auf, in La minore
- BWV 618 - O Lamm Gottes, unschuldig, in Fa maggiore
- BWV 619 - Christe, du Lamm Gottes, in Fa maggiore
- BWV 620 - Christus, der uns selig macht, in La minore
  - BWV 620a - Christus, der uns selig macht, in La minore
- BWV 621 - Da Jesus an dem Kreuze stund, in Mi minore
- BWV 622 - O Mensch, bewein' dein' Sünde groß, in Mi♭ maggiore
- BWV 623 - Wir danken dir, Herr Jesu Christ, in Sol maggiore
- BWV 624 - Hilf Gott, dass mir's gelinge, in Sol minore
BWV Anh. 200 - O Traurigkeit, o Herzeleid, in Fa minore (frammento di due battute)
- BWV 625 - Christ lag in Todesbanden, in Re minore
- BWV 626 - Jesus Christus, unser Heiland, in La minore
- BWV 627 - Christ ist erstanden, in Re minore
- BWV 628 - Erstanden ist der heil'ge Christ, in Re maggiore
- BWV 629 - Erschienen ist der herrliche Tag, in Re minore
- BWV 630 - Heut' triumphieret Gottes Sohn, in Sol minore
- BWV 631 - Komm, Gott Schöpfer, heiliger Geist, in Sol maggiore
- BWV 632 - Herr Jesu Christ, dich zu uns wend', in Fa maggiore
- BWV 633 - Liebster Jesu, wir sind hier, in La maggiore
- BWV 634 - Liebster Jesu, wir sind hier, distinctius, in La maggiore
- BWV 635 - Dies sind die heil'gen zehn Gebot', in Sol maggiore
- BWV 636 - Vater unser im Himmelreich, in Re minore
- BWV 637 - Durch Adams Fall ist ganz verderbt, in La minore
- BWV 638 - Es ist das Heil uns kommen her, in Re maggiore
- BWV 639 - Ich ruf' zu dir, Herr Jesu Christ, in Fa minore
- BWV 640 - In dich hab' ich gehoffet, Herr, in Mi minore
- BWV 641 - Wenn wir in höchsten Noten sein, in Sol maggiore
- BWV 642 - Wer nur den lieben Gott lässt walten, in La minore
- BWV 643 - Alle Menschen müssen sterben, alio modo, in Sol maggiore
- BWV 644 - Ach wie nichtig, ach wie flüchtig, in Sol minore

#### Preludi corali, partite e variazioni sui corali

##### Corali Schübler
- BWV 645 - Wachet auf, ruft uns die Stimme, in Mi♭ maggiore
- BWV 646 - Wo soll ich fliehen hin, in Mi minore
- BWV 647 - Wer nur den lieben Gott lässt walten, in Do minore
- BWV 648 - Meine Seele erhebt den Herren, in Re minore
- BWV 649 - Ach bleib bei uns, Herr Jesu Christ, in Sol minore
- BWV 650 - Kommst du nun, Jesu, von Himmel herunter, in Sol maggiore

##### Preludi corali di Lipsia
- BWV 651 - Komm, Heiliger Geist, Herre Gott, in Fa maggiore
  - BWV 651a - Komm, Heiliger Geist, Herre Gott, in Fa maggiore
- BWV 652 - Komm, Heiliger Geist, in Mi minore
- BWV 653 - An Wasserflüssen Babylon, in Sol maggiore
  - BWV 653a - An Wasserflüssen Babylon, in Sol maggiore
  - BWV 653b - An Wasserflüssen Babylon, in Sol maggiore
- BWV 654 - Schmücke dich, o liebe Seele, in Mi♭ maggiore
- BWV 655 - Herr Jesu Christ, dich zu uns wend', in Sol maggiore
  - BWV 655a - Herr Jesu Christ, dich zu uns wend', in Sol maggiore
  - BWV 655b - Herr Jesu Christ, dich zu uns wend', in Sol maggiore
  - BWV 655c - Herr Jesu Christ, dich zu uns wend', in Sol maggiore
- BWV 656 - O Lamm Gottes, unschuldig, in La maggiore
  - BWV 656a - O Lamm Gottes, unschuldig, in La maggiore
- BWV 657 - Nun danket alle Gott, in Sol maggiore
- BWV 658 - Von Gott will ich nicht lassen, in Fa minore
  - BWV 658a - Von Gott will ich nicht lassen, in Fa minore
- BWV 659 - Nun komm, der Heiden Heiland, in Sol minore
  - BWV 659a - Nun komm, der Heiden Heiland, in Sol minore
- BWV 660 - Nun komm, der Heiden Heiland, in Sol minore
  - BWV 660a - Nun komm, der Heiden Heiland, in Sol minore
  - BWV 660b - Nun komm, der Heiden Heiland, in Sol minore
- BWV 661 - Nun komm, der Heiden Heiland, in Sol minore
  - BWV 661a - Nun komm, der Heiden Heiland, in Sol minore
- BWV 662 - Allein Gott in der Höh' sei Ehr', in La maggiore
- BWV 663 - Allein Gott in der Höh' sei Ehr', in Sol maggiore
- BWV 664 - Allein Gott in der Höh' sei Ehr', in La maggiore
  - BWV 664a - Allein Gott in der Höh' sei Ehr', in La maggiore
- BWV 665 - Jesu Christus unser Heiland, in Mi minore
  - BWV 665a - Jesu Christus unser Heiland, in Mi minore
- BWV 666 - Jesu Christus unser Heiland, in Mi minore
- BWV 667 - Komm, Gott Schöpfer, heiliger Geist, in Sol maggiore
- BWV 668 - Vor deinen Thron tret' ich, in Sol maggiore
  - BWV 668a - Vor deinen Thron tret' ich, in Sol maggiore

##### Terza parte della Clavier-Übung
- BWV 669 - Kyrie, Gott Vater in Ewigkeit, in Do minore
- BWV 670 - Christe, aller Welt Trost, in Do minore
- BWV 671 - Kyrie, Gott heiliger Geist, in Do minore
- BWV 672 - Kyrie, Gott Vater in Ewigkeit, in Sol maggiore
- BWV 673 - Christe, aller Welt Trost, in Do maggiore
- BWV 674 - Kyrie, Gott heiliger Geist, in La minore
- BWV 675 - Allein Gott in der Höh' sei Ehr', in Fa maggiore
- BWV 676 - Allein Gott in der Höh' sei Ehr', in Sol maggiore
- BWV 677 - Allein Gott in der Höh' sei Ehr', in Fa♯ minore
- BWV 678 - Dies sind die heil'gen zehn Gebot', in Sol maggiore
- BWV 679 - Dies sind die heil'gen zehn Gebot', in Sol maggiore
- BWV 680 - Wir glauben all'an einen Gott, in Re minore
- BWV 681 - Wir glauben all'an einen Gott, in Mi minore
- BWV 682 - Vater unser im Himmelreich, in Si minore
- BWV 683 - Vater unser im Himmelreich, in Re minore
- BWV 684 - Christ, unser Herr, zum Jordan kam, in Sol minore
- BWV 685 - Christ, unser Herr, zum Jordan kam, in Re minore
- BWV 686 - Aus tiefer Not schrei' ich zu dir, in Mi minore
- BWV 687 - Aus tiefer Not schrei' ich zu dir, in Fa♯ minore
- BWV 688 - Jesus Christus unser Heiland, in Re minore
- BWV 689 - Jesus Christus unser Heiland, in Fa minore

##### Preludi corali di Kirnberger
- BWV 690 - Wer nur den lieben Gott lässt walten, in La minore
- BWV 691 - Wer nur den lieben Gott lässt walten, in La minore
  - BWV 691a - Wer nur den lieben Gott lässt walten, in La minore
- BWV 692 - Ach Gott und Herr, in Do maggiore (spuria, di Johann Gottfried Walther)
  - BWV 692a - Ach Gott und Herr, in Do maggiore (spuria, di Johann Gottfried Walther)
- BWV 693 - Ach Gott und Herr (spuria, di Johann Gottfried Walther)
- BWV 694 - Wo soll ich fliehen hin, in Sol minore
- BWV 695 - Christ lag in Todesbanden, in Re minore
  - BWV 695a - Christ lag in Todesbanden, in Re minore
- BWV 696 - Christum wir sollen loben schon, in Re minore (fughetta)
- BWV 697 - Gelobet seist du, Jesu Christ, in Do maggiore (fughetta)
- BWV 698 - Herr Christ, der ein'ge Gottes Sohn, in Sol maggiore (fughetta)
- BWV 699 - Nun komm, der Heiden Heiland, in Sol minore (fughetta)
- BWV 700 - Vom Himmel hoch, da komm' ich her, in Do maggiore
- BWV 701 - Vom Himmel hoch, da komm' ich her, in Do maggiore (fughetta)
- BWV 702 - Das Jesulein soll doch mein Trost, in Sol maggiore (fughetta spuria, forse di Johann Ludwig Krebs)
- BWV 703 - Gottes Sohn ist kommen, in Fa maggiore (fughetta)
- BWV 704 - Lob sei dem allmächtigen Gott, in Fa maggiore (fughetta)
- BWV 705 - Durch Adams Fall ist ganz verderbt, in Re minore
- BWV 706 - Liebster Jesu, wir sind hier, in La minore
- BWV 707 - Ich hab' mein' Sach' Gott heimgestellt, in La minore (attribuzione dubbia)
- BWV 708 - Ich hab' mein' Sach' Gott heimgestellt, in La minore (attribuzione dubbia)
  - BWV 708a - Ich hab' mein' Sach' Gott heimgestellt, in La minore (attribuzione dubbia)
- BWV 709 - Herr Jesu Christ, dich zu uns wend', in Sol maggiore
- BWV 710 - Wir Christenleut', in Sol minore
- BWV 711 - Allein Gott in der Höh' sei Ehr', in Sol minore
- BWV 712 - In dich hab' ich gehoffet, Herr, in La maggiore
- BWV 713 - Jesu meine Freude, in Re minore (fantasia)
  - BWV 713a - Jesu meine Freude, in Mi minore (fantasia)

##### Altri preludi corali
- BWV 714 - Ach Gott und Herr
- BWV 715 - Allein Gott in der Höh' sei Ehr'
- BWV 716 - Fuga super Allein Gott in der Höh' sei Ehr'
- BWV 717 - Allein Gott in der Höh' sei Ehr'
- BWV 718 - Christ lag in Todesbanden
- BWV 719 - Der Tag, der ist so freudenreich
- BWV 720 - Ein feste Burg ist unser Gott
- BWV 721 - Erbarm dich mein, o Herre Gott
- BWV 722 - Gelobet seist du, Jesu Christ
- BWV 723 - Gelobet seist du, Jesu Christ
- BWV 724 - Gott, durch deine Güte
- BWV 725 - Herr Gott, dich loben wir
- BWV 726 - Herr Jesu Christ, dich zu uns wend
- BWV 727 - Herzlich tut mich verlangen
- BWV 728 - Jesus, meine Zuversicht
- BWV 729 - In dulci jubilo
- BWV 730 - Liebster Jesu, wir sind hier
- BWV 731 - Liebster Jesu, wir sind hier
- BWV 732 - Lobt Gott, ihr Christen, allzugleich
- BWV 733 - Magnificat
- BWV 734 - Nun freut euch, lieben Christen/Es ist gewisslich an der Zeit
- BWV 735 - Valet will ich dir geben
- BWV 736 - Valet will ich dir geben
- BWV 737 - Vater unser im Himmelreich
- BWV 738 - Von Himmel hoch, da komm' ich her
  - BWV 738a - Von Himmel hoch, da komm' ich her
- BWV 739 - Wie schön leuchter der Morgenstern
- BWV 740 - Wir glauben all'an einen Gott, Vater
- BWV 741 - Ach Gott, von Himmel sieh' darein
- BWV 742 - Ach Herr, mich armen Sünder
- BWV 743 - Ach, was ist doch unser Leben
- BWV 744 - Auf meinen lieben Gott (spuria, forse di Johann Tobias Krebs)
- BWV 745 - Aus der Tiefe rufe ich (spuria, di Carl Philipp Emanuel Bach)
- BWV 746 - Christ ist erstanden (spuria, di Johann Caspar Ferdinand Fischer)
- BWV 747 - Christus, der uns selig macht
- BWV 748 - Gott der Vater wohn' uns bei (spuria, forse di Johann Gottfried Walther)
  - BWV 748a - Gott der Vater wohn' uns bei
- BWV 749 - Herr Jesu Christ, dich zu uns wend'
- BWV 750 - Herr Jesu Christ, mein's Lebens Licht
- BWV 751 - In dulci jubilo
- BWV 752 - Jesu, der du meine Seele
- BWV 753 - Jesu, meine Freude
- BWV 754 - Liebster Jesu, wir sind hier
- BWV 755 - Nun freut euch, lieben Christen
- BWV 756 - Nun ruhen alle Wälder
- BWV 757 - O Herre Gott, dein göttlich's Wort
- BWV 758 - O Vater, allmächtiger Gott
- BWV 759 - Schmücke dich, o liebe Seele (spuria, di Gottfried August Homilius)
- BWV 760 - Vater unser im Himmelreich (spuria, di Georg Böhm)
- BWV 761 - Vater unser im Himmelreich (spuria, di Georg Böhm)
- BWV 762 - Vater unser im Himmelreich
- BWV 763 - Wie schön leuchtet der Morgenstern
- BWV 764 - Wie schön leuchtet der Morgenstern

##### Partite e variazioni sui corali
- BWV 765 - Wur glauben all'an einen Gott (spuria)
- BWV 766 - Christ, der du bist der helle Tag
- BWV 767 - O Gott, du frommer Gott
- BWV 768 - Sei gegrüßet, Jesu gütig
- BWV 769 - Variazioni canoniche su un canto natalizio
- BWV 770 - Ach, was soll ich Sünder machen (spuria)
- BWV 771 - Allein Gott in der Höh' sei Ehr' (spuria, forse di Andreas Nicolaus Vetter)

### Composizioni per clavicembalo

#### Invenzioni a due voci
- BWV 772 - Invenzione a due voci n. 1 in Do maggiore
- BWV 773 - Invenzione a due voci n. 2 in Do minore
- BWV 774 - Invenzione a due voci n. 3 in Re maggiore
- BWV 775 - Invenzione a due voci n. 4 in Re minore
- BWV 776 - Invenzione a due voci n. 5 in Mi♭ maggiore
- BWV 777 - Invenzione a due voci n. 6 in Mi maggiore
- BWV 778 - Invenzione a due voci n. 7 in Mi minore
- BWV 779 - Invenzione a due voci n. 8 in Fa maggiore
- BWV 780 - Invenzione a due voci n. 9 in Fa minore
- BWV 781 - Invenzione a due voci n. 10 in Sol maggiore
- BWV 782 - Invenzione a due voci n. 11 in Sol minore
- BWV 783 - Invenzione a due voci n. 12 in La maggiore
- BWV 784 - Invenzione a due voci n. 13 in La minore
- BWV 785 - Invenzione a due voci n. 14 in Si♭ maggiore
- BWV 786 - Invenzione a due voci n. 15 in Si minore

#### Invenzioni a tre voci (sinfonie)
- BWV 787 - Invenzione a tre voci (sinfonia) n. 1 in Do maggiore
- BWV 788 - Invenzione a tre voci (sinfonia) n. 2 in Do minore
- BWV 789 - Invenzione a tre voci (sinfonia) n. 3 in Re maggiore
- BWV 790 - Invenzione a tre voci (sinfonia) n. 4 in Re minore
- BWV 791 - Invenzione a tre voci (sinfonia) n. 5 in Mi♭ maggiore
- BWV 792 - Invenzione a tre voci (sinfonia) n. 6 in Mi maggiore
- BWV 793 - Invenzione a tre voci (sinfonia) n. 7 in Mi minore
- BWV 794 - Invenzione a tre voci (sinfonia) n. 8 in Fa maggiore
- BWV 795 - Invenzione a tre voci (sinfonia) n. 9 in Fa minore
- BWV 796 - Invenzione a tre voci (sinfonia) n. 10 in Sol maggiore
- BWV 797 - Invenzione a tre voci (sinfonia) n. 11 in Sol minore
- BWV 798 - Invenzione a tre voci (sinfonia) n. 12 in La maggiore
- BWV 799 - Invenzione a tre voci (sinfonia) n. 13 in La minore
- BWV 800 - Invenzione a tre voci (sinfonia) n. 14 in Si♭ maggiore
- BWV 801 - Invenzione a tre voci (sinfonia) n. 15 in Si minore

#### Duetti
- BWV 802 - Duetto in Mi minore
- BWV 803 - Duetto in Fa maggiore
- BWV 804 - Duetto in Sol maggiore
- BWV 805 - Duetto in La minore

#### Partite, suite ed altre danze

##### Suite inglesi
- BWV 806 - Suite inglese n. 1 in La maggiore
- BWV 807 - Suite inglese n. 2 in La minore
- BWV 808 - Suite inglese n. 3 in Sol minore
- BWV 809 - Suite inglese n. 4 in Fa maggiore
- BWV 810 - Suite inglese n. 5 in Mi minore
- BWV 811 - Suite inglese n. 6 in Re minore

##### Suite francesi
- BWV 812 - Suite francese n. 1 in Re minore
- BWV 813 - Suite francese n. 2 in Do minore
- BWV 814 - Suite francese n. 3 in Si minore
- BWV 815 - Suite francese n. 4 in Mi♭ maggiore
- BWV 816 - Suite francese n. 5 in Sol maggiore
- BWV 817 - Suite francese n. 6 in Mi maggiore

##### Altre suite
- BWV 818 - Suite in La minore
  - BWV 818a - Suite in La minore
- BWV 819 - Suite in Mi♭ maggiore
  - BWV 819a - Allemanda in Mi♭ maggiore
- BWV 820 - Ouverture (suite) in Fa maggiore
- BWV 821 - Suite in Si♭ maggiore
- BWV 822 - Suite in Sol minore
- BWV 823 - Suite in Fa minore
- BWV 824 - Suite in La minore (spuria, di Georg Philipp Telemann)

##### Partite
- BWV 825 - Partita n. 1 in Si♭ maggiore
- BWV 826 - Partita n. 2 in Do minore
- BWV 827 - Partita n. 3 in La minore
- BWV 828 - Partita n. 4 in Re maggiore
- BWV 829 - Partita n. 5 in Sol maggiore
- BWV 830 - Partita n. 6 in Mi minore

##### Altre composizioni
- BWV 831 - Ouverture francese in Si minore
- BWV 832 - Partita
- BWV 833 - Preludio e partita
- BWV 834 - Allemanda
- BWV 835 - Allemanda
- BWV 836 - Allemanda
- BWV 837 - Allemanda
- BWV 838 - Allemanda e corrente
- BWV 839 - Sarabanda
- BWV 840 - Corrente
- BWV 841 - Minuetto
- BWV 842 - Minuetto
- BWV 843 - Minuetto
- BWV 844 - Scherzo
  - BWV 844a - Scherzo
- BWV 845 - Giga

#### Il clavicembalo ben temperato

##### Libro I
- BWV 846 - Preludio e fuga n. 1 in Do maggiore
- BWV 847 - Preludio e fuga n. 2 in Do minore
- BWV 848 - Preludio e fuga n. 3 in Do♯ maggiore
- BWV 849 - Preludio e fuga n. 4 in Do♯ minore
- BWV 850 - Preludio e fuga n. 5 in Re maggiore
- BWV 851 - Preludio e fuga n. 6 in Re minore
- BWV 852 - Preludio e fuga n. 7 in Mi♭ maggiore
- BWV 853 - Preludio e fuga n. 8 in Re♯ minore
- BWV 854 - Preludio e fuga n. 9 in Mi maggiore
- BWV 855 - Preludio e fuga n. 10 in Mi minore
- BWV 856 - Preludio e fuga n. 11 in Fa maggiore
- BWV 857 - Preludio e fuga n. 12 in Fa minore
- BWV 858 - Preludio e fuga n. 13 in Fa♯ maggiore
- BWV 859 - Preludio e fuga n. 14 in Fa♯ minore
- BWV 860 - Preludio e fuga n. 15 in Sol maggiore
- BWV 861 - Preludio e fuga n. 16 in Sol minore
- BWV 862 - Preludio e fuga n. 17 in La♭ maggiore
- BWV 863 - Preludio e fuga n. 18 in Sol♯ minore
- BWV 864 - Preludio e fuga n. 19 in La maggiore
- BWV 865 - Preludio e fuga n. 20 in La minore
- BWV 866 - Preludio e fuga n. 21 in Si♭ maggiore
- BWV 867 - Preludio e fuga n. 22 in Si♭ minore
- BWV 868 - Preludio e fuga n. 23 in Si maggiore
- BWV 869 - Preludio e fuga n. 24 in Si minore

##### Libro II
- BWV 870 - Preludio e fuga n. 1 in Do maggiore
- BWV 871 - Preludio e fuga n. 2 in Do minore
- BWV 872 - Preludio e fuga n. 3 in Do♯ maggiore
- BWV 873 - Preludio e fuga n. 4 in Do♯ minore
- BWV 874 - Preludio e fuga n. 5 in Re maggiore
- BWV 875 - Preludio e fuga n. 6 in Re minore
- BWV 876 - Preludio e fuga n. 7 in Mi♭ maggiore
- BWV 877 - Preludio e fuga n. 8 in Re♯ minore
- BWV 878 - Preludio e fuga n. 9 in Mi maggiore
- BWV 879 - Preludio e fuga n. 10 in Mi minore
- BWV 880 - Preludio e fuga n. 11 in Fa maggiore
- BWV 881 - Preludio e fuga n. 12 in Fa minore
- BWV 882 - Preludio e fuga n. 13 in Fa♯ maggiore
- BWV 883 - Preludio e fuga n. 14 in Fa♯ minore
- BWV 884 - Preludio e fuga n. 15 in Sol maggiore
- BWV 885 - Preludio e fuga n. 16 in Sol minore
- BWV 886 - Preludio e fuga n. 17 in La♭ maggiore
- BWV 887 - Preludio e fuga n. 18 in Sol♯ minore
- BWV 888 - Preludio e fuga n. 19 in La maggiore
- BWV 889 - Preludio e fuga n. 20 in La minore
- BWV 890 - Preludio e fuga n. 21 in Si♭ maggiore
- BWV 891 - Preludio e fuga n. 22 in Si♭ minore
- BWV 892 - Preludio e fuga n. 23 in Si maggiore
- BWV 893 - Preludio e fuga n. 24 in Si minore

#### Preludi e fughe, toccate, fantasie e sonate per clavicembalo
- BWV 894 - Preludio e Fuga in La minore
- BWV 895 - Preludio e Fuga in La minore
- BWV 896 - Preludio e Fuga in La maggiore
- BWV 897 - Preludio e Fuga in La minore
- BWV 898 - Preludio e Fuga in Si♭ maggiore sul tema BACH (dubbia)
- BWV 899 - Preludio e Fughetta in Re minore
- BWV 900 - Preludio e Fughetta in Mi minore
- BWV 901 - Preludio e Fughetta in Fa maggiore
- BWV 902 - Preludio e Fughetta in Sol maggiore
  - BWV 902a - Preludio in Sol maggiore (variante di BWV 902)
- BWV 903 - Fantasia cromatica e Fuga in Re minore
  - BWV 903a - Fantasia cromatica in Re minore (variante di BWV 903)
- BWV 904 - Fantasia e Fuga in la minore
- BWV 905 - Fantasia e Fuga in Re minore
- BWV 906 - Fantasia e Fuga in Do minore
- BWV 907 - Fantasia e Fughetta in Si♭ maggiore
- BWV 908 - Fantasia e Fughetta in Re maggiore
- BWV 909 - Concerto e Fuga in Do minore
- BWV 910 - Toccata in Fa♯ minore
- BWV 911 - Toccata in Do minore
- BWV 912 - Toccata in Re maggiore
- BWV 913 - Toccata in Re minore
- BWV 914 - Toccata in Mi minore
- BWV 915 - Toccata in Sol minore
- BWV 916 - Toccata in Sol maggiore
- BWV 917 - Fantasia in Sol minore
- BWV 918 - Fantasia in Do minore
- BWV 919 - Fantasia in Do minore
- BWV 920 - Fantasia in Sol minore
- BWV 921 - Preludio in Do minore
- BWV 922 - Preludio in La minore
- BWV 923 - Preludio in Si minore (spuria, forse di Wilhelm Hieronymus Pachelbel)

#### Piccoli preludi dal Clavier-Büchlein di Wilhelm Friedemann Bach
- BWV 924 - Preludio in Do maggiore
  - BWV 924a - Preludio in Do maggiore (versione alternativa)
- BWV 925 - Preludio in Re maggiore
- BWV 926 - Preludio in Re minore
- BWV 927 - Praeambulum in Fa maggiore
- BWV 928 - Preludio in Fa maggiore
- BWV 929 - Preludio in Sol minore
- BWV 930 - Preludio in Sol minore
- BWV 931 - Preludio in La minore
- BWV 932 - Preludio in Mi minore

#### Sei piccoli preludi per clavicembalo
- BWV 933 - Preludio in Do maggiore
- BWV 934 - Preludio in Do minore
- BWV 935 - Preludio in Re minore
- BWV 936 - Preludio in Re maggiore
- BWV 937 - Preludio in Mi maggiore
- BWV 938 - Preludio in Mi minore

#### Preludi dalla collezione di Johann Peter Kellner
- BWV 939 - Preludio in Do maggiore (attribuzione dubbia)
- BWV 940 - Preludio in Re minore (attribuzione dubbia)
- BWV 941 - Preludio in Mi minore (attribuzione dubbia)
- BWV 942 - Preludio in La minore (attribuzione dubbia)
- BWV 943 - Preludio in Do maggiore (attribuzione dubbia)

#### Fughe e fughette
- BWV 944 - Fuga in La minore
- BWV 945 - Fuga in Mi minore
- BWV 946 - Fuga in Do maggiore
- BWV 947 - Fuga in La minore
- BWV 948 - Fuga in Re minore
- BWV 949 - Fuga in La maggiore
- BWV 950 - Fuga in La maggiore (su un tema di Tomaso Albinoni)
- BWV 951 - Fuga in Si minore (su un tema di Tomaso Albinoni)
  - BWV 951a - Fuga in Si minore (versione alternativa)
- BWV 952 - Fuga in Do maggiore (dubbia)
- BWV 953 - Fuga in Do maggiore (dal Clavier-Büchlein per Wilhelm Friedemann Bach)
- BWV 954 - Fuga in Si bem maggiore (su un tema di Johann Adam Reincken)
- BWV 955 - Fuga in Si bem maggiore
- BWV 956 - Fuga in Mi minore (dubbia)
- BWV 957 - Fuga in Sol maggiore (dubbia)
- BWV 958 - Fuga in La minore
- BWV 959 - Fuga in La minore
- BWV 960 - Fuga in Mi minore
- BWV 961 - Fughetta in Do minore (dubbia)
- BWV 962 - Fughetta in Mi minore

#### Sonate e movimenti di sonata
- BWV 963 - Sonata in Re maggiore
- BWV 964 - Sonata in Re minore (arrangiamento della sonata n. 2 per solo violino BWV 1003)
- BWV 965 - Sonata in La minore (dall'Hortus Musicus di Johann Adam Reincken, nn. 1, 2, 3, 4, 5)
- BWV 966 - Sonata in Do maggiore (dall'Hortus Musicus di Johann Adam Reincken nn. 11, 12, 3, 4, 5)
- BWV 967 - Sonata in La minore (solo un movimento, arrangiamento di una sonata di compositore sconosciuto)
- BWV 968 - Adagio in Sol maggiore (dal primo movimento della sonata n. 3 per violino solo BWV 1005)
- BWV 969 - Andante in Sol minore (spurio, autore sconosciuto)
- BWV 970 - Presto in Re minore (spurio, di Wilhelm Friedemann Bach)

#### Concerto italiano
- BWV 971 - Concerto italiano in Fa maggiore

#### Trascrizioni per clavicembalo di concerti di altri compositori
- BWV 972 - Concerto in Re maggiore (trascrizione dal concerto op. 3 n. 9 RV 230 di Antonio Vivaldi)
- BWV 973 - Concerto in Sol maggiore (trascrizione dal concerto op. 7 n. 8 RV 299 di Antonio Vivaldi)
- BWV 974 - Concerto in Re minore (trascrizione dal concerto per oboe in Re minore di Alessandro Marcello)
- BWV 975 - Concerto in Sol minore (trascrizione dal concerto per violino op. 4 n. 6 RV 316a di Antonio Vivaldi)
- BWV 976 - Concerto in Do maggiore (trascrizione dal concerto op. 3 n. 12 RV 265 di Antonio Vivaldi)
- BWV 977 - Concerto in Do maggiore (trascrizione da concerto sconosciuto, forse di Antonio Vivaldi)
- BWV 978 - Concerto in Fa maggiore (trascrizione dal concerto op. 3 n. 3 RV 310 di Antonio Vivaldi)
- BWV 979 - Concerto in Si minore (trascrizione dal concerto per violino in Re minore di Giuseppe Torelli)
- BWV 980 - Concerto in Sol maggiore (trascrizione dal concerto per violino op. 4 n. 1 RV 383a di Antonio Vivaldi)
- BWV 981 - Concerto in Do minore (trascizione dal concerto per violino op. 1 n. 2 di Benedetto Marcello)
- BWV 982 - Concerto in Si♭ maggiore (trascrizione dal concerto op. 1 n. 1 del duca Giovanni Ernesto di Sassonia-Weimar)
- BWV 983 - Concerto in Sol minore (trascrizione da concerto sconosciuto)
- BWV 984 - Concerto in Do maggiore (trascrizione da un concerto del duca Giovanni Ernesto di Sassonia-Weimar; arrangiato anche per organo come BWV 595)
- BWV 985 - Concerto in Sol minore (trascrizione da un concerto per violino di Georg Philipp Telemann)
- BWV 986 - Concerto in Sol maggiore (trascrizione da concerto sconosciuto, forse di Georg Philipp Telemann)
- BWV 987 - Concerto in Re minore (trascrizione dal concerto op. 1 n. 4 del duca Giovanni Ernesto di Sassonia-Weimar)

#### Altre opere per clavicembalo
- BWV 988 - Variazioni Goldberg
- BWV 989 - Aria variata alla maniera italiana
- BWV 990 - Sarabanda con partite
- BWV 991 - Aria con variazioni
- BWV 992 - Capriccio sopra la lontananza del suo fratello dilettissimo
- BWV 993 - Capriccio
- BWV 994 - Applicatio

### Musica da camera

#### Composizioni per liuto solo
- BWV 995 - Suite in sol minore
- BWV 996 - Suite in mi minore
- BWV 997 - Suite in do minore
- BWV 998 - Preludio, fuga e allegro in mi♭ maggiore
- BWV 999 - Preludio in do minore
- BWV 1000 - Fuga in sol minore

#### Sonate e partite per violino solo
- BWV 1001 - Sonata in sol minore
- BWV 1002 - Partita in si minore
- BWV 1003 - Sonata in la minore
- BWV 1004 - Partita in re minore
- BWV 1005 - Sonata in Do maggiore
- BWV 1006 - Partita in Mi maggiore

#### Suite per liuto solo
- BWV 1006a - Suite in Mi maggiore

#### Suite per violoncello solo
- BWV 1007 - Suite in sol maggiore
- BWV 1008 - Suite in re minore
- BWV 1009 - Suite in do maggiore
- BWV 1010 - Suite in mi bemolle maggiore
- BWV 1011 - Suite in do minore
- BWV 1012 - Suite in re maggiore

#### Partita per flauto solo
- BWV 1013 - Partita in la minore

#### Composizioni per violino e clavicembalo/basso continuo
- BWV 1014 - Sonata in si minore per violino e clavicembalo
- BWV 1015 - Sonata in la maggiore per violino e clavicembalo
- BWV 1016 - Sonata in mi maggiore per violino e clavicembalo
- BWV 1017 - Sonata in do minore per violino e clavicembalo
- BWV 1018 - Sonata in fa minore per violino e clavicembalo
  - BWV 1018a - Adagio in fa minore per violino e clavicembalo
- BWV 1019 - Sonata in sol maggiore per violino e clavicembalo
  - BWV 1019a - Sonata in sol maggiore per violino e clavicembalo
- BWV 1020 - Sonata in sol minore per violino (o flauto) e clavicembalo (adesso attribuita a Carl Philipp Emanuel Bach - H 542.5)
- BWV 1021 - Sonata in sol maggiore per violino e basso continuo
- BWV 1022 - Sonata in fa maggiore per violino e clavicembalo (dubbia, forse di Carl Philipp Emanuel Bach)
- BWV 1023 - Sonata in mi minore per violino e basso continuo
- BWV 1024 - Sonata in do minore per violino e basso continuo (dubbia)
- BWV 1025 - Suite in la maggiore per violino e clavicembalo (dubbia, forse di Carl Philipp Emanuel Bach)
- BWV 1026 - Fuga in sol minore per violino e basso continuo (dubbia)

#### Sonate per viola da gamba e clavicembalo
- BWV 1027 - Sonata in sol maggiore
  - BWV 1027a - Trio in sol maggiore per organo
- BWV 1028 - Sonata in re maggiore
- BWV 1029 - Sonata in sol minore

#### Sonate per flauto e clavicembalo/basso continuo
- BWV 1030 - Sonata in si minore per flauto traverso e clavicembalo
  - BWV 1030a - Sonata in sol minore per strumento sconosciuto (oboe/viola da gamba) e clavicembalo
- BWV 1031 - Sonata in mi♭ maggiore per flauto traverso e clavicembalo (dubbia, forse di Carl Philipp Emanuel Bach)
- BWV 1032 - Sonata in la maggiore per flauto traverso e clavicembalo
- BWV 1033 - Sonata in do maggiore per flauto traverso e basso continuo (dubbia, forse di Carl Philipp Emanuel Bach)
- BWV 1034 - Sonata in mi minore per flauto traverso e basso continuo
- BWV 1035 - Sonata in mi maggiore per flauto traverso e basso continuo

#### Sonate in trio
- BWV 1036 - Sonata in re minore per due violini e basso continuo (adesso attribuita a Carl Philipp Emanuel Bach)
- BWV 1037 - Sonata in do maggiore per due violini e basso continuo (adesso attribuita a Johann Gottlieb Goldberg)
- BWV 1038 - Sonata in sol maggiore per flauto traverso, violino e basso continuo (adesso attribuita a Carl Philipp Emanuel Bach)
- BWV 1039 - Sonata in sol maggiore per due flauti traversi e basso continuo
- BWV 1040 - Sonata canonica in fa maggiore per violino, oboe e basso continuo

### Composizioni per orchestra

#### Concerti per violino
- BWV 1041 - Concerto per violino in la minore
- BWV 1042 - Concerto per violino in Mi maggiore
- BWV 1043 - Concerto per due violini in re minore
- BWV 1044 - Concerto per flauto, violino e clavicembalo in la minore
- BWV 1045 - Movimento di concerto per violino in Re maggiore

#### Concerti brandeburghesi
- BWV 1046 - Concerto brandeburghese n. 1 in fa maggiore
  - BWV 1046a - Sinfonia in fa maggiore
- BWV 1047 - Concerto brandeburghese n. 2 in fa maggiore
- BWV 1048 - Concerto brandeburghese n. 3 in sol maggiore
- BWV 1049 - Concerto brandeburghese n. 4 in sol maggiore
- BWV 1050 - Concerto brandeburghese n. 5 in re maggiore
  - BWV 1050a - Concerto in re maggiore
- BWV 1051 - Concerto brandeburghese n. 6 in si♭ maggiore

#### Concerti per clavicembalo
- BWV 1052 - Concerto per clavicembalo in Re minore
- BWV 1053 - Concerto per clavicembalo in Mi maggiore
- BWV 1054 - Concerto per clavicembalo in Re maggiore
- BWV 1055 - Concerto per clavicembalo in La maggiore
- BWV 1056 - Concerto per clavicembalo in Fa minore
- BWV 1057 - Concerto per clavicembalo in Fa maggiore (trascrizione del concerto brandeburghese n. 4 BWV 1049)
- BWV 1058 - Concerto per clavicembalo in Sol minore
- BWV 1059 - Concerto per clavicembalo in Re minore (frammento di sole 9 battute)
- BWV 1060 - Concerto per due clavicembali in Do minore
- BWV 1061 - Concerto per due clavicembali in Do maggiore
- BWV 1062 - Concerto per due clavicembali in Do minore
- BWV 1063 - Concerto per tre clavicembali in Re minore
- BWV 1064 - Concerto per tre clavicembali in Do maggiore
- BWV 1065 - Concerto per quattro clavicembali in La minore

#### Suite per orchestra
- BWV 1066 - Suite per orchestra n. 1 in Do maggiore
- BWV 1067 - Suite per orchestra n. 2 in Si minore
- BWV 1068 - Suite per orchestra n. 3 in Re maggiore
- BWV 1069 - Suite per orchestra n. 4 in Re maggiore
- BWV 1070 - Suite per orchestra in Sol minore (spuria, di Wilhelm Friedemann Bach)
- BWV 1071 - Sinfonia in Fa maggiore (ora conosciuta come BWV 1046a)

## Composizioni contrappuntistiche

### Canoni
- BWV 1072 - Canone trias harmonica
- BWV 1073 - Canone a 4 perpetuus
- BWV 1074 - Canone a 4
- BWV 1075 - Canone a 2 perpetuus
- BWV 1076 - Canone triplex a 6
- BWV 1077 - Canone doppio sopr'il soggetto
- BWV 1078 - Canone super fa mi a 7 post tempus musicum

### Lavori contrappuntistici della maturità
- BWV 1079 - Offerta musicale
- BWV 1080 - L'arte della fuga (incompiuta)

## Aggiunte recenti

### Miscellanea
- BWV 1081 - Credo in unum Deum
- BWV 1082 - Suscepit Israel puerum suum
- BWV 1083 - Tilge, Höchster, meine Sünden
- BWV 1084 - O hilf, Christe, Gottes Sohn
- BWV 1085 - O Lamm Gottes, unschuldig
- BWV 1086 - Canon concordia discors
- BWV 1087 - Diversi canoni
- BWV 1088 - So heb' ich denn mein Auge sehnlich auf
- BWV 1089 - Da Jesus an dem Kreuze stund

### Corali Neumeister
- BWV 1090 - Wir Christenleut'
- BWV 1091 - Das alte Jahr vergangen ist
- BWV 1092 - Herr Gott, nun schleuß den Himmel auf
- BWV 1093 - Herzliebster Jesu, was hast du verbrochen
- BWV 1094 - O Jesu, wie ist dein Gestalt
- BWV 1095 - O Lamm Gottes, unschuldig
- BWV 1096 - Christe, der du bist Tag und Licht
- BWV 1097 - Ehre sei dir, Christe, der du leidest Not
- BWV 1098 - Wir glauben all' an einen Gott
- BWV 1099 - Aus tiefer Not schrei' ich zu dir
- BWV 1100 - Allein zu dir, Herr Jesu Christ
- BWV 1101 - Durch Adams Fall ist ganz verderbt
- BWV 1102 - Du Friedefürst, Herr Jesu Christ
- BWV 1103 - Erhalt uns, Herr, bei deinem Wort
- BWV 1104 - Wenn dich Unglück tut greifen an
- BWV 1105 - Jesu, meine Freude
- BWV 1106 - Gott ist mein Heil, mein Hilf und Trost
- BWV 1107 - Jesu, meines Lebens Leben
- BWV 1108 - Als Jesus Christus in der Nacht
- BWV 1109 - Ach Gott, tu' dich erbarmen
- BWV 1110 - O Herre Gott, dein göttlich's Wort
- BWV 1111 - Nun lasset uns den Leib begrab'n
- BWV 1112 - Christus, der ist mein Leben
- BWV 1113 - Ich hab' mein Sach' Gott heimgestellt
- BWV 1114 - Herr Jesu Christ, du höchstes Gut
- BWV 1115 - Herzlich lieb hab' ich dich, o Herr
- BWV 1116 - Was Gott tut, das ist wohlgetan
- BWV 1117 - Alle Menschen müssen sterben
- BWV 1118 - Werde munter, mein Gemüte
- BWV 1119 - Wie nach einer Wasserquelle
- BWV 1120 - Christ, der du bist der helle Tag

### Lavori organistici vari
- BWV 1121 - Fantasia
- BWV 1122 - Denket doch, ihr Menschenkinder
- BWV 1123 - Wo Gott zum Haus nicht gibt sein' Gunst
- BWV 1124 - Ich ruf zu dir, Herr Jesu Christ
- BWV 1125 - O Gott, du frommer Gott
- BWV 1126 - Lobet Gott, unsern Herrn

### Aria strofica
- BWV 1127 - Alles mit Gott und nichts ohn' ihn (scoperta a giugno 2005)

### Fantasia per organo
- BWV 1128 - Wo Gott der Herr nicht bei uns hält (scoperta a marzo 2008)

## Appendice (Anhang)

### Composizioni perdute o frammentarie
- BWV Anh. 1 - Gesegnet ist die Zuversicht (spuria, di Georg Philipp Telemann)
- BWV Anh. 2 - Cantata dal titolo sconosciuto (perduta)
- BWV Anh. 3 - Gott, gib dein Gerichte dem Könige (perduta)
- BWV Anh. 4 - Wünschet Jerusalem Glück (perduta)
  - BWV Anh. 4a - Wünschet Jerusalem Glück (perduta)
- BWV Anh. 5 - Lobet den Herrn, alle seine Heerscharen (perduta)
- BWV Anh. 6 - Dich loben die lieblichen Strahlen der Sonne (perduta)
- BWV Anh. 7 - Heut' ist gewiss ein guter Tag (perduta)
- BWV Anh. 8 - Cantata dal titolo sconosciuto (perduta)
- BWV Anh. 9 - Entfernet euch, ihr heitern Sterne (perduta)
- BWV Anh. 10 - So kämpfet nur, ihr muntern Töne (perduta)
- BWV Anh. 11 - Es lebe der König, der Vater im Lande (perduta)
- BWV Anh. 12 - Frohes Volk, vergnügte Sachsen (perduta)
- BWV Anh. 13 - Willkommen, ihr herrschenden Götter der Erden (perduta)
- BWV Anh. 14 - Sein Segen fließt daher wie ein Strom (perduta)
- BWV Anh. 15 - Siehe, der Hüter Israel (perduta)
- BWV Anh. 16 - Schließt die Gruft, ihr Trauerglocken (perduta)
- BWV Anh. 17 - Mein Gott, nimm die gerechte Seele (perduta)
- BWV Anh. 18 - Froher Tag, verlangte Stunden (perduta)
- BWV Anh. 19 - Thomana saß annoch betrübt (perduta)
- BWV Anh. 20 - Cantata dal titolo sconosciuto (perduta)
- BWV Anh. 21 - Magnificat (perduto)
- BWV Anh. 22 - Concerto in Sol minore (frammento)
- BWV Anh. 23 - Basso continuo per un concerto in Mi minore (frammento)

### Composizioni di dubbia attribuzione
- BWV Anh. 24 - Messa in La minore
- BWV Anh. 25 - Messa in Do maggiore
- BWV Anh. 26 - Messa in Do minore
- BWV Anh. 27 - Sanctus in Fa maggiore
- BWV Anh. 28 - Sanctus in Si♭ maggiore
- BWV Anh. 29 - Basso continuo per una Messa in Do minore
- BWV Anh. 30 - Magnificat in Do maggiore
- BWV Anh. 31 - Herr Gott, dich loben alle wir
- BWV Anh. 32 - Getrost mein Geist wenn Wind und Wetter krachen
- BWV Anh. 33 - Mein Jesu! Spare nicht
- BWV Anh. 34 - Kann ich mit einem Tone
- BWV Anh. 35 - Meine Seele lass die Flügel
- BWV Anh. 36 - Ich stimm' itzund ein Straff-Lied an
- BWV Anh. 37 - Der schwarze Flügel trüber Nacht
- BWV Anh. 38 - Das Finsterniss tritt ein
- BWV Anh. 39 - Ach, was wollt ihr trüben Sinnen
- BWV Anh. 40 - Ich bin nun wie ich bin
- BWV Anh. 41 - Dir zu liebe, wertes Herze
- BWV Anh. 42 - Fuga in Fa maggiore
- BWV Anh. 43 - Fuga in Si minore
- BWV Anh. 44 - Fuga in Sol maggiore
- BWV Anh. 45 - Fuga in Si♭ maggiore
- BWV Anh. 46 - Trio in Do minore
- BWV Anh. 47 - Ach Herr, mich armen Sünder
- BWV Anh. 48 - Allein Gott in der Höh' sei Ehr
- BWV Anh. 49 - Ein feste Burg ist unser Gott
- BWV Anh. 50 - Erhalt uns, Herr, bei deinem Wort
- BWV Anh. 51 - Erstanden ist der heilige Christ
- BWV Anh. 52 - Freu dich sehr, o meine Seele
- BWV Anh. 53 - Freu dich sehr, o meine Seele
- BWV Anh. 54 - Helft mir Gottes Güte preisen
- BWV Anh. 55 - Herr Christ, der ein'ge Gottes Sohn
- BWV Anh. 56 - Herr Jesu Christ, dich zu uns wend'
- BWV Anh. 57 - Jesu Leiden, Pein und Tod
- BWV Anh. 58 - Jesu, meine Freude
- BWV Anh. 59 - Jesu, meine Freude
- BWV Anh. 60 - Nun lob', mein' Seel', den Herren
- BWV Anh. 61 - O Mensch, bewein' dein' Sünde groß
  - BWV Anh. 62a - Sei Lob und Ehr' mit hohem Preis
  - BWV Anh. 62b - Sei Lob und Ehr' mit hohem Preis
- BWV Anh. 63 - Von Himmel hoch, da komm' ich her
- BWV Anh. 64 - Von Himmel hoch, da komm' ich her
- BWV Anh. 65 - Von Himmel hoch, da komm' ich her
- BWV Anh. 66 - Wachet auf, ruft uns die Stimme
- BWV Anh. 67 - Was Gott tut, das ist wohlgetan
- BWV Anh. 68 - Wer nur den lieben Gott lässt walten
- BWV Anh. 69 - Wir glauben all'an einen Gott
- BWV Anh. 70 - Wir glauben all'an einen Gott
- BWV Anh. 71 - Wo Gott, der Herr, nicht bei uns hält
- BWV Anh. 72 - Canone
- BWV Anh. 73 – Ich ruf' du dir, Herr Jesu Christ (forse di Carl Philipp Emanuel Bach)
- BWV Anh. 74 – Schmücke dich, o liebe Seele (forse di Gottfried August Homilius)
- BWV Anh. 75 – Herr Christ, der ein'ge Gottes Sohn
- BWV Anh. 76 – Jesu Meine Freude
- BWV Anh. 77 - Herr Christ, der ein'ge Gottes Sohn
- BWV Anh. 78 - Wenn wir in höchsten Noten sein
- BWV Anh. 79 - Befiehl du deine Wege
- BWV Anh. 107 - Fuga
- BWV Anh. 108 - Fuga
- BWV Anh. 109 - Fuga
- BWV Anh. 110 - Fuga
- BWV Anh. 111 - Largo e allegro
- BWV Anh. 112 - Grave

#### Piccolo libro di Anna Magdalena Bach
- BWV Anh. 113 - Minuetto
- BWV Anh. 114 - Minuetto (attribuito a Christian Petzold)
- BWV Anh. 115 - Minuetto (attribuito a Christian Petzold)
- BWV Anh. 116 - Minuetto
  - BWV Anh. 117a - Minuetto
  - BWV Anh. 117b - Minuetto
- BWV Anh. 118 - Minuetto
- BWV Anh. 119 - Polonaise
- BWV Anh. 120 - Minuetto
- BWV Anh. 121 - Minuetto
- BWV Anh. 122 - Marcia (di Carl Philipp Emanuel Bach)
- BWV Anh. 123 - Polonaise (di Carl Philipp Emanuel Bach)
- BWV Anh. 124 - Marcia (di Carl Philipp Emanuel Bach)
- BWV Anh. 125 - Polonaise (di Carl Philipp Emanuel Bach)
- BWV Anh. 126 - Musette
- BWV Anh. 127 - Marcia
- BWV Anh. 128 - Polonaise
- BWV Anh. 129 - Solo (di Carl Philipp Emanuel Bach)
- BWV Anh. 130 - Polonaise (di Johann Adolph Hasse)
- BWV Anh. 131 - Movimento
- BWV Anh. 132 - Minuetto

### Altre composizioni dubbie
- BWV Anh. 133 - Fantasia (forse di Wilhelm Friedemann Bach)
- BWV Anh. 134 - Scherzo (forse di Wilhelm Friedemann Bach)
- BWV Anh. 135 - Burlesca (forse di Wilhelm Friedemann Bach)
- BWV Anh. 136 - Trio (forse di Wilhelm Friedemann Bach)
- BWV Anh. 137 - L'intrada della caccia (forse di Wilhelm Friedemann Bach)
- BWV Anh. 138 - Continuazione della caccia (forse di Wilhelm Friedemann Bach)
- BWV Anh. 139 - Il fine delle caccia - I (forse di Wilhelm Friedemann Bach)
- BWV Anh. 140 - Il fine delle caccia - II (forse di Wilhelm Friedemann Bach)
- BWV Anh. 141 - O Gott die Christenhalt (forse di Wilhelm Friedemann Bach)
- BWV Anh. 142 - Salmo 110 (forse di Wilhelm Friedemann Bach)
- BWV Anh. 143 - Polonaise (forse di Wilhelm Friedemann Bach)
- BWV Anh. 144 - Polonaise in trio (forse di Wilhelm Friedemann Bach)
- BWV Anh. 145 - Marcia (forse di Wilhelm Friedemann Bach)
- BWV Anh. 146 - Marcia (forse di Wilhelm Friedemann Bach)
- BWV Anh. 147 - La combattuta (forse di Wilhelm Friedemann Bach)
- BWV Anh. 148 - Scherzo (forse di Wilhelm Friedemann Bach)
- BWV Anh. 149 - Minuetto (forse di Wilhelm Friedemann Bach)
- BWV Anh. 150 - Trio (forse di Wilhelm Friedemann Bach)
- BWV Anh. 151 - Concerto
- BWV Anh. 152 - Concerto
- BWV Anh. 153 - Sonata

### Composizioni erroneamente attribuite
- BWV Anh. 156 - Herr Christ der ein'ge Gottessohn (di Georg Philipp Telemann)
- BWV Anh. 157 - Ich habe Lust zu scheiden (di Georg Philipp Telemann)
- BWV Anh. 158 - Andrò dal colle al prato (erroneamente attribuita)
- BWV Anh. 159 - Ich lasse dich nicht, du segnest mich denn (erroneamente attribuita)
- BWV Anh. 160 - Jauchzet dem Herrn, alle Welt (erroneamente attribuita)
- BWV Anh. 161 - Kündlich groß ist das gottselige Geheimnis (erroneamente attribuita)
- BWV Anh. 162 - Lob und Ehre und Weishelt und Dank (erroneamente attribuita)
- BWV Anh. 163 - Merk auf, mein Herz, und sieh dorthin (erroneamente attribuita)
- BWV Anh. 164 - Nun danket alle Gott (erroneamente attribuita)
- BWV Anh. 165 - Unser Wandel ist im Himmel (erroneamente attribuita)
- BWV Anh. 169 - Erbauliche Gedanken auf den Grünen Donnerstag (perduta)
- BWV Anh. 177 - Preludio e fuga (di Johann Christoph Bach)
- BWV Anh. 178 - Toccata quasi fantasia con fuga (erroneamente attribuita)
- BWV Anh. 179 - Fantasia (erroneamente attribuita)
- BWV Anh. 180 - Fuga (erroneamente attribuita)
- BWV Anh. 181 - Fuga (erroneamente attribuita)
- BWV Anh. 182 - Passacaglia (di Christian Friedrich Witt)
- BWV Anh. 183 - Rondò (di François Couperin)
- BWV Anh. 184 - Sonata (erroneamente attribuita)
- BWV Anh. 185 - Sonata (erroneamente attribuita)
- BWV Anh. 186 - Sonata (erroneamente attribuita)
- BWV Anh. 187 - Trio (erroneamente attribuito)
- BWV Anh. 188 - Sonata (concerto) per due tastiere (erroneamente attribuita)
- BWV Anh. 189 - Concerto in La minore (erroneamente attribuita)
- BWV Anh. 190 - Ich bin ein Pilgrim auf der Welt (perduta)
- BWV Anh. 191 - Leb' ich oder leb' ich nicht (perduta)
- BWV Anh. 192 - Cantata dal titolo sconosciuto (perduta)
- BWV Anh. 193 - Herrscher des Himmels, König der Ehren (perduta)
- BWV Anh. 194 - Cantata dal titolo sconosciuto (perduta)
- BWV Anh. 195 - Murmelt nur, ihr heitern Bäche (perduta)
- BWV Anh. 196 - Auf, süß entzückende Gewalt (perduta)
- BWV Anh. 197 - Ihr wallenden Wolken (perduta)
- BWV Anh. 198 - Cantata dal titolo sconosciuto (perduta)
- BWV Anh. 199 - Siehe, eine Jungfrau ist schwanger (perduta)
- BWV Anh. 200 - O Traurigkeit, o Herzeleid, in Fa minore (frammento di due battute)
- BWV Anh. 201 - Du Friedefuerst, Herr Jesu Christ (di Daniel Vetter)
- BWV Anh. 202 - Gott hat das Evangelium (di Daniel Vetter)
- BWV Anh. 203 - Ich hebe meine Augen auf (di Daniel Vetter)
- BWV Anh. 204 - O Traurigkeit, o Herzeleid (di Daniel Vetter)
- BWV Anh. 205 - Fantasia in Do minore per organo
- BWV Anh. 206 - Ach bleib mit deiner Gnade / Christus, der ist mein Leben, preludio corale per organo (di Johann Pachelbel)
- BWV Anh. 207 - Fuga in mi minore per clavicembalo (di Josef Seger)
- BWV Anh. 208 - Fuga in mi♭ minore per clavicembalo (di Johann Ernst Eberlin)
- BWV Anh. 209 - Liebster Gott, vergisst du mich (perduta)
- BWV Anh. 210 - Wo sind meine Wunderwerke (perduta)
- BWV Anh. 211 - Der Herr ist freundlich dem, der auf ihn harret (perduta)
- BWV Anh. 212 - Vergnügende Flammen, verdoppelt die Macht (perduta)
- BWV Anh. 213 - Concerto in fa maggiore (perduto)